# Вилайет Крит
Вилайет Крит — вилайет Османской империи, расположенный на территории острова Крит, образованный в 1864 году. Вилайет просуществовал до 1897 года, когда после восстания на Крите был образовано Критское государство.

## История
С 1646 по 1864 год на территории Крита, захваченного Османской Империей, был образован эялет, но просуществовал до 1864 года, когда впоследствии реформ Танзимата Крит был преобразован в вилайет.
Во время управления вилайетом Крит из-за национальных и религиозных разногласий нередко происходили восстания, зачастую главными целями которых были независимость от Турции и воссоединение с Грецией. Самым крупным восстанием было Критское восстание 1866—1869.
Во время Берлинского конгресса летом 1878 года произошло еще одно восстание, поддержанное на этот раз британской интервенцией, что привело к адаптации Основного закона 1867-1868 годов к реальному конституционному порядку, известному как Халепский Пакт. Согласно Халепскому Пакту, Крит становится полунезависимым парламентским государством под суверенитетом Османской империи и под опекой османского губернатора, который должен был быть христианином.
Новое восстание также привело к высадке греческих войск на острове, что привело к греко-турецкой войне 1897 года, в которой Греция потерпела тяжелое поражение. Великие державы вынудили Грецию покинуть остров, но османские войска также были вынуждены покинуть остров в следующем году после того, как они разграбили многочисленные критские дома и магазины в отместку, особенно в районе столицы Везира Чарши, теперь известной как «Улица 25 августа» в память о тех событиях. Около 700 критян, 17 британских солдат и британский консул на Крите были убиты в ходе операции, что побудило европейские державы издать указ о прекращении турецкого владычества на острове.
3 ноября по приказу великих держав турецкие войска начали вывод с острова, положив конец правлению, длившемуся 253 года. Крит был помещен под международную оккупацию, и было создано новое Критское Государство под суверенитетом турецкого султана.

## Население

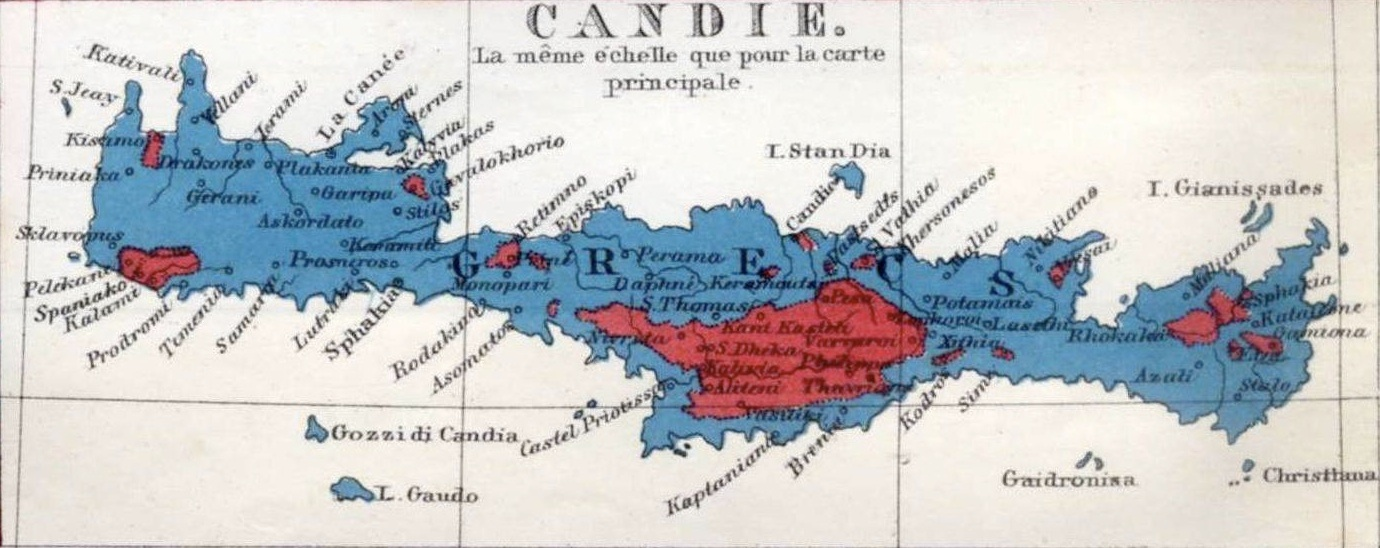

Согласно последней османской переписи населения в 1881 году, 76% населения были православными христианами и 24% мусульманами.  Христиане были представлены более чем 90% населения в 19 из 23 районов Крита. Мусульмане составляли более 60% населения в трех крупных городах на севере острова.

## Административное деление
На момент существования вилайета существовало следующее административное деление Крита:
- Санджак Ханья
- Санджак Ресмо
- Санджак Кандие
- Санджак Исфакья
- Санджак Лашит